# Can Sever
Can Sever és una masia situada al municipi de Caldes de Montbui a la comarca catalana del Vallès Oriental.